# ソラリス (映画)
『ソラリス』（Solaris）は、スタニスワフ・レムの小説『ソラリスの陽のもとに』を原作にした2002年のアメリカのSF映画。スティーヴン・ソダーバーグ監督。アンドレイ・タルコフスキー監督の『惑星ソラリス』(1972年)以来、2度目の映画化となる。

## ストーリー
惑星ソラリスを探査中の宇宙ステーション・プロメテウスが、ある日突然連絡を絶ってしまう。心理学者のクリス・ケルヴィンの元に届いた映像は、乗組員で友人のジバリアンからの救助要請メッセージだった。プロメテウスに赴いたケルヴィンは次から次へと不可解な現象を体験することになる。

## キャスト
※括弧内は日本語吹替
- クリス・ケルヴィン - ジョージ・クルーニー（山寺宏一）
- レイア・ケルヴィン - ナターシャ・マケルホーン（鈴木ほのか）
- スノー - ジェレミー・デイビス（家中宏）
- ヘレン・ゴードン - ヴィオラ・デイヴィス（津田真澄）
- ジバリアン - ウルリッヒ・トゥクル（津田英三）

## 評価
レビュー・アグリゲーターのRotten Tomatoesでは209件のレビューで支持率は66%、平均点は6.60/10となった。Metacriticでは38件のレビューを基に加重平均値が65/100となった。

原作者のレムは、この映画化に不満で、ポーランドの新聞でその理由を説明するエッセイを発表した。